# Otlophorus carbonarius
Otlophorus carbonarius là một loài tò vò trong họ Ichneumonidae.